# Яо (імператор)
Яо (*堯 \ 尧) — міфічний китайський імператор. У давньокитайській міфології та історії досконаломудрий володар. Царювання Яо уявлялося конфуціанцями як «золотий період» давнини. За традицією вважалося, що він володарював у 2356—2255 роках до н. е.

## Народження
Батьком Яо вважався імператор Ку, а матір'ю — Цінду, донька володаря вогню Хо-ді, яка народилася під час грози з каменю. Мати Яо гуляла біля витоків річки і раптом побачила червоного дракона, що вийшов з річки, на спині якого була картина із зображенням людини в червоному одязі, з блискучим обличям, восьмикольоровими бровами і довгими вусами. Раптово налетів «темний» вихор, і Цінду з'єдналася з драконом. Від цього зв'язку і народився Яо, що нагадував виглядом людину, зображену на картині.
Восьмикольорові (бацай 八彩) брови Яо, за конфуціанськими творами, знак мудрості, вміння спостерігати хід небесних світил у зв'язку з календарем. Іноді йдеться про три зіниці в очах Яо (символ прозорливості). Яо асоціювався з Чи-ді 赤帝, що мав тулуб червоного птаха (чжу няо 朱鸟)—- можливий релікт прадавніх уявлень про Яо як предка в зовнішності солярного птаха (чжу цюе 朱雀, одна з чотирьох тварин, що символізували сторони світу).

## Діяльність
За легендами відзначився розсудливістю ще за правління свого батька, коли керував володінням Тан 唐 (його співвідносять з територіями сучасної провінції Хебей).
У царювання Яо трава в палаці перетворилася на злаки, там оселилися фенікси (фенхуан), на сходах будинку виросло дерево міньцзя («календарне дерево», на якому кожен день з початку місяця виростало, а з середини місяця спадало по одному стручку), на кухні — дерево шапу, що охолоджувало приміщення.
Яо вражав скромністю: взимку він носив оленячу шкуру, влітку — прядив'яний одяг, харчувався з глиняного посуду, піклуючись про всіх злиденних у Піднебесній. Яо видав доньок заміж за свого майбутнього наступника Шуня, а свого сина Даньчжу за нерозважливість позбавив прав на трон.

## Цікаві факти
- У республіканський час відомий інтелектуал Чжан Тайянь 章太炎 (Чжан Бінлінь, 1868—1936) висунув ствердження, що від володоря Яо походить родина славнозвісного гангстера Ду Юешена, із яким Чжан знався особисто.[1]